# En drøm
En drøm er en dansk animationsfilm fra 2012 med instruktion og manuskript af Malte Pedersson.

## Handling
Filmen er en historie om et mareridt. En ung kvinde ønsker sig et barn, men hun mangler en mand at få det med. Hun møder mænd der gør tilnærmelser, men hun synes ikke om nogen af dem, og hun er begyndt at føle sig ensom.